# 58714 Boya
58714 Boya è un asteroide della fascia principale. Scoperto nel 1998, presenta un'orbita caratterizzata da un semiasse maggiore pari a 2,352806 UA e da un'eccentricità di 0,198925, inclinata di 7,550923° rispetto all'eclittica.